# Topeka (Kansas)
Topeka  az Amerikai Egyesült Államokbeli Kansas állam fővárosa, Shawnee megye székhelye és legnépesebb városa. A város a Kansas folyó mentén fekszik Shawnee megye középső, Kansas állam északkeleti, az Egyesült Államok középső részén. A város lakossága 122 377 fő volt a 2000-es népszámlálásokon, az agglomerációval együtt számított becsült népessége 2003-ban 226 268 fő volt. A város tiszteletére három hajót neveztek USS Topekának. A „Topeka” elnevezés egy kansasi törzsi névből származik, melynek jelentése „jó hely krumplitermesztésre” (a „krumpli” a Psoralea esculenta nevű évelő növényre utal, ami fontos élelmiszernövénynek számított az őslakos amerikaiak számára.) A város, melyet 1854-ben alapítottak, egyike volt a rabszolgaság ellen küzdők által alapított szabad városállamoknak közvetlenül a Kansas–Nebraska-törvény elfogadása után. 1857-ben Topekát várossá nyilvánították.

## Fordítás
- Ez a szócikk részben vagy egészben a Topeka, Kansas című angol Wikipédia-szócikk ezen változatának fordításán alapul.  Az eredeti cikk szerkesztőit annak laptörténete sorolja fel. Ez a jelzés csupán a megfogalmazás eredetét és a szerzői jogokat jelzi, nem szolgál a cikkben szereplő információk forrásmegjelöléseként.